# Erste Wiener Wach- und Schließgesellschaft

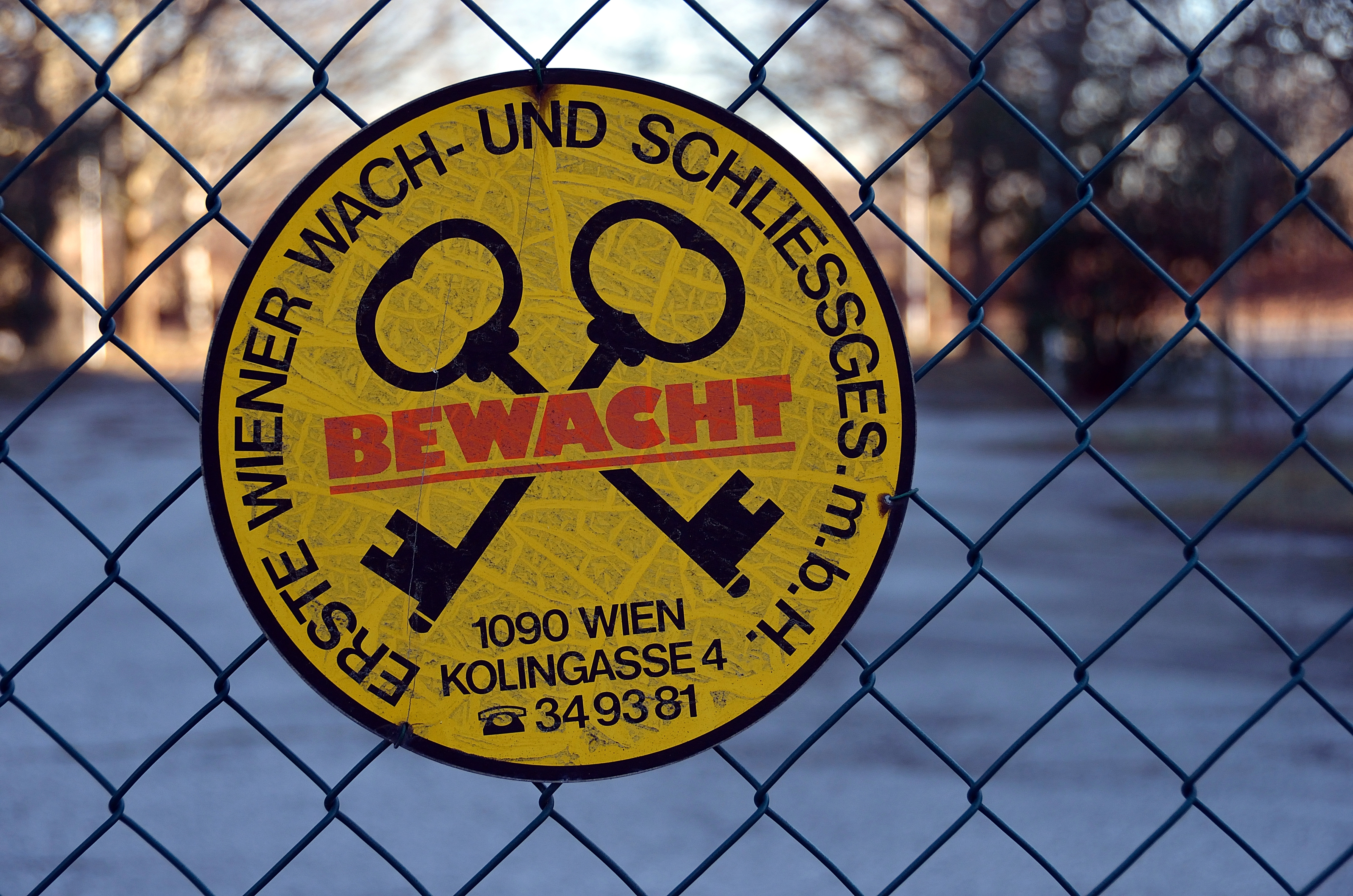
Schild am Zaun des Eumig Hochhauses

Die Wach- und Schließgesellschaft Wien GmbH wurde 1904 als Erste Wiener Wach- und Schließgesellschaft gegründet und war weltweit eines der ersten privaten Wach- und Sicherheitsunternehmen. Die Kooperation mit den öffentlichen Diensten wurde von Beginn an angestrebt, begegnete aber anfangs noch Vorbehalten.
Das Unternehmen beschäftigte 2400 Mitarbeiter. Zu seinen Dienstleistungen zählten neben den traditionellen Wachdiensten eine moderne Notrufzentrale, eine österreichweite "Revierstreifenflotte" und je nach Bedarf Personenschutz, u. a. für Gerichtsgebäude, die Konferenzen der OSZE und der EU-Ratspräsidentschaft. Angeboten werden auch Portierdienste, Theater- und Brandschutz, Parkplatz-Überwachung und Flughafen-Sicherheitskontrollen.
Im Jahr 1975 schloss sich die Wach- und Schließgesellschaft mit sechs anderen Sicherheitsdiensten  bzw. Anbietern von Sicherungstechnik zum Verband der Sicherheitsunternehmen Österreichs (VSÖ) zusammen, um übergeordnete Richtlinien zu erarbeiten und die Mitglieder auf diese strengen Standards hin regelmäßig zu überprüfen. Ein wichtiges Ziel der Gründung war auch die bessere Zusammenarbeit mit der Exekutive, der wissenschaftlichen Technik, der Versicherungswirtschaft und mit Zivilingenieuren.
Schon um 1990 begannen unternehmens- und verbandsinterne Vorarbeiten zur Gründung einer „Österreichischen Zertifizierungsstelle für Sicherheitstechnik“ (1993) und bald darauf im Rahmen des ÖVE zu den europäischen Normen für Alarmanlagen und ihre Installation, die 1999 in Kraft traten. 
Seit 1993 ist das Unternehmen Teil des Österreich-Zweiges der britischen G4S, einem globalen Anbieter von integrierten Sicherheitslösungen. Der Konzern notiert an der Londoner Börse, sein Vorgängerunternehmen wurde 1901 gegründet.